# Caminho de ferro do Rigi
O caminho de ferro do Rigi  (em alemão:  Rigi Bahnen) é uma empresa de caminhos-de-ferro que liga Vitznau, no cantão de Lucerna, a Arth, no cantão de Schwyz, e que prossegue como linha turística, com cremalheira, até Rigi, junto ao Lago dos Quatro Cantões.
|  |

## História
Desde 1871 que as máquinas a vapor sobem o Rigi, mas para isso precisam de 500 kg de carvão e 2200 l de água. É o primeiro caminho de- erro de montanha da Europa, e, para respeitar a tradição, locomotivas a vapor e carruagens foram restauradas para permitirem viagens turísticas
A companhia atual é originária da fusão, em 1992, da Vitznau-Rigi Bahn (VRB) e da Arth-Rigi Bahn (ARB). O acesso ao Rigi é difícil, e para criar uma linha de caminho de ferro impõe-se o uso de  cremalheira, o que levou o engenheiro suíço Niklaus Riggenbach a inventar o sistema que tem o seu nome, o  Sistema Riggenbach.

### Vitznau-Rigi Bahn (VRB)
A inauguração da linha da VRB com este novo sistema de cremalheira teve lugar a 21 de março de 1871, mas como as linhas de caminho de ferro da época pertenciam ao cantão a linha só tinha 5,1 km. É em 1874 que é aberta a linha de aderência normal com 6,7 km entre Rigi-Kaltbbad até ao Monte Scheidegg e isso só de Verão, já que a exploração o ano inteiro só começou em 1906/07. A eletrificação teve lugar em 1937.

### Arth-Rigi Bahn (ARB)
A ARB tinha os direitos da face Nordeste do Rigi e começou a explorar a linha em 1875. Foi grandemente beneficiada pela abertura da linha do Simplon e da ligação desde Zurique com a Companhia do Sudoeste. A eletrificação teve lugar em 1907, e a exploração todo o ano começou em 1928/29.